# Ossian Melin
Frände Bo Ossian Melin, född 27 mars 1990, är en svensk konstnär och film- och teaterregissör. Han bor i Göteborg.

## Konstnärskap
2015 startade Melin konstnärskollektivet @olikapersoner tillsammans med Anton Hellström och Adam Axelsson. Gruppen fick sitt publika genombrott med ett Instagramkonto med samma namn. På @olikapersoner publicerades korta sketcher där de själva spelade olika stereotypa karaktärer, ofta medelålders män i vardagliga Göteborgsmiljöer. @olikapersoner hade också gästspel, som tv-personligheterna Filip och Fredrik och artisterna Rebecca & Fiona, Little Jinder och Zara Larsson i rollerna som sig själva. @olikapersoner hade som mest 23 000 följare. 
Hösten 2015 gjorde @olikapersoner tre avsnitt av Humorhimlen för Sveriges Radio P3.
Efter @olikapersoner startade Melin konstnärskollektivet KonstAB tillsammans med Anton Hellström och Filip Alladin. KonstAB har framförallt gjort sig kända för sina absurdistiska och humoristiska film- och teaterproduktioner.

## Scenkonst

### @olikapersoner - Pjäsen
2016 hade scenkonstföreställningen @olikapersoner - Pjäsen premiär. Föreställningen baserades på Shakespears Hamlet och spelades på Södra teatern i Stockholm, Folkteatern i Göteborg och Inkonst i Malmö. Pjäsen var en parodi på teater. Den hade undertiteln Magnus Krepper Tribute Tour -16 eller Från Majorna till Södermalm - en resa genom den kulturella medelklassen. På scen projicerades bland annat klipp ur filmen Tusenbröder med skådespelaren Danilo Bejarano. 
Föreställningen regisserades av Melin, som även agerade på scen.

### Total Trilogi
KonstABs scenkonsttrilogi Total Trilogi omfattade föreställningarna Total Trygghet, Total Fräschhet och Total Strukturalitet och sattes upp mellan åren 2017 och 2019. 
Total Trygghet hade premiär 2017 på Teater Brunnsgatan Fyra i Stockholm. Föreställningen spelades sedan också på Göteborgs stadsteater. Den presenterades som ett verk om Sveriges historia, men var framförallt en satir över konstvärlden. Melin stod för manus och regi och medverkade även på scen.
Den andra föreställningen i trilogin, Total Fräschhet, var en föreställning om gudslängtan, nonsenskonst och en desperat jakt på sunda fadersgestalter. Den hade premiär 2018 på Teater Brunnsgatan Fyra och spelades senare samma år även på Göteborgs Stadsteater. Melin stod även denna gång för manus och regi och medverkade på scen.
Den tredje föreställningen, Total Strukturalitet, hade premiär 2019 på Teater Brunnsgatan Fyra. Den spelades även på Göteborgs stadsteater. Föreställningen presenterades som småborgerlig surrealism och utspelade sig i en serietidningsbutik. Handlingen kretsade kring de medelålders männen där, en förlorad profetia, ett dansk performancekompani och mediterande munkar, och hade referenser till Björn Runges film Om jag vänder mig om och Andrej Tarkovskijs film Offret.
Melin stod även denna gång för manus och regi, och medverkade på scen. För första gången i trilogin var det inte bara medlemmarna i KonstAB som agerade, då skådespelaren Magnus Krepper läste delar av berättelsen i återkommande videoprojektioner.
Total Strukturalitet blev omskriven efter att Melin avbrutit en föreställning som köpts av näringslivsprofilen Nicklas Storåkers. Gruppen menade att publiken var berusad och drev med skådespelarna. Storåkers slog tillbaka och hävdade att han i själva verket blivit utnyttjad av KonstAB för en PR-kupp.

### Stormen
År 2021 satte KonstAB upp Shakespeares Stormen på uppdrag av Göteborgs stadsteater. Melin stod för bearbetning och regi. Föreställningen utspelade sig i nutid och placerade pjäsens klassiska karaktärer i en samtida värld med sponsrad konst och köpta människor.
I föreställningen förekom bland annat en videosekvens med fiktiv reklam för en snusprodukt av British American Tobacco. Efter premiären hörde företaget av sig till Göteborgs stadsteaters ledning och krävde att inslaget skulle tas bort ur föreställningen då de menade att det skadade snusets varumärke. Teaterledningen valde att gå emot Melin och gå British American Tobacco till mötes och inslaget togs bort ur föreställningen. Stormen gästspelades senare på Dramaten i Stockholm.
Stormen tilldelades tidningen Nöjesguidens pris för Bästa teater & scen 2022.

### KonstABs Ingmar Bergmans Såsom i en spegel
Den 22 september 2023 var det premiär på KonstABs Ingmar Bergmans Såsom i en spegel på Dramaten i Stockholm. KonstABs uppdrag var att göra en pjäs av Ingmar Bergman och deras val föll på att göra en bearbetning av Bergmans film Såsom i en spegel. Filmen vann en Oscar för Bästa utländska film 1961. Bearbetningen gjordes av Melin och kollegorna i KonstAB. För regin svarade Melin. På scen stod Filip Alladin, Anton Hellström och  Adam Axelsson tillsammans med Elin Skarin och Dramatens skådespelare Elin Klinga, Johan Holmberg och Danilo Bejarano.
Musiken till föreställningen skapades av Aron McFaul och släpptes som eget album i oktober 2023. 
KonstAB tilldelades Daniel Sachs Egensinnighetsstipendium 2023 för föreställningen. 

## Film

### Vernissage hos Gud
År 2023 hade KonstABs första långfilm, Vernissage hos Gud, premiär. Filmen utspelar sig på en konstskola i Göteborg och handlar om kampen mot ett uråldrigt sällskap som försöker kommersialisera konsten. Melin stod tillsammans med Filip Alladin för manus och regi, samt för filmens klippning.

## Utställningar
2022 ställde Melin ut på Galleri Thomassen i Göteborg tillsammans med konstnären och scenografen Emma Amal Khanafer. Melin och Khanafer hade tidigare samarbetat under produktionen av scenkonstverket Stormen och långfilmen Vernissage hos gud. Utställningen kallade dom Stereo: Du kommer hitta mig på de sju haven när du minst anar det.

## Övrigt
Melin har gjort musikvideor för flera artister, bland andra Mando Diao, Yung Lean och Little Jinder.
Melin spelar rollen som "Lasermannen" John Ausonius i SVTs dokumentärserie Jakten på Lasermannen från 2021.
2019 gjorde Melin filmer som projicerades på scen då Caroline Frände satte upp föreställningen Sherlock Holmes på Stockholms Stadsteaters Skärholmenscen.
Melin har även arbetat som filmfotograf. Han står bakom fotot för Mikael Bundsens kortfilm Bättre i Berlin från 2012 och för Mattias Härenstams kortfilm Rekonstruktion från 2013.
Tillsammans med Anton Hellström har han bandet Karlaplan. 2017 släppte dom albumet Klaraplan.

## Släkt
Melin är son till konstnären och skådespelaren Bo Melin och konstnären, scenografen och kostymtecknaren Charlotta Nylund. Vidare är han brorson till skådespelaren och regissören Lars Melin, barnbarn till sångaren, skådespelaren och kostymtecknaren Carina Ahrle och barnbarnsbarn till skådespelarna Elof Ahrle och Birgit Rosengren. Dramatikern, regissören och skådespelaren Mattias Andersson har varit 
hans styvfar.